# Мясновка (у д. Гришинка)
Мясновка — деревня в Щёкинском районе Тульской области в составе Огарёвского сельского поселения.

## География
Находится в центральной части Тульской области на расстоянии 18 км на юг-юго-восток от города Щёкино, административного центра района.

## История
В 1859 году здесь (деревня Крапивенского уезда Тульской губернии) было учтено 20 дворов, в 1926 — 38, в конце 1930-х годов — 36.

## Население
Постоянное население составляло 209 человек (1859 год), 189 (1926), 34 (русские 100 %) в 2002 году, 34 в 2010.